# Possessed (banda)
Possessed é uma banda de thrash/death metal dos Estados Unidos formada em 1983 na Bay Area californiana, tradicional reduto de bandas de thrash metal (vide: Slayer, Metallica, Exodus, Testament, etc.) e finada no começo da década de 1990, em 1993.
Foi uma das bandas precursoras do death metal, assim como o Death e o Morbid Angel, ambas do estado da Flórida.

## História
Formada na década de 1980, mais precisamente em 1983 na San Francisco Bay Area, Califórnia. Pode ser considerada uma das bandas pioneiras de death metal, inclusive o grupo tem uma música de nome "Death Metal" (no álbum "Seven Churches"). 
Iniciou-se com Mike Torrao (guitarra) e Mike Sus (bateria) como uma banda de garagem. Ainda no ano de 1983 o cantor Barry Fisk, por alguma razão, cometeu suicídio. Veio então Jeff Becerra (contrabaixista/vocalista) para formar o Possessed. Jeff veio de um conjunto local de metal de apelo mais comercial chamado Blizzard. Da mesma banda, viriam o guitarrista Larry LaLonde e a gerenciadora
Debbie Abono. Gravou o primeiro álbum (em vinil) no ano de 1985, sob o nome
de "Seven Churches", tido como um grande clássico do death metal e um dos primeiros, se não o primeiro álbum do gênero. O guitarrista Larry LaLonde ao deixar o Possessed foi integrar a banda Primus, onde teve relativo sucesso. 

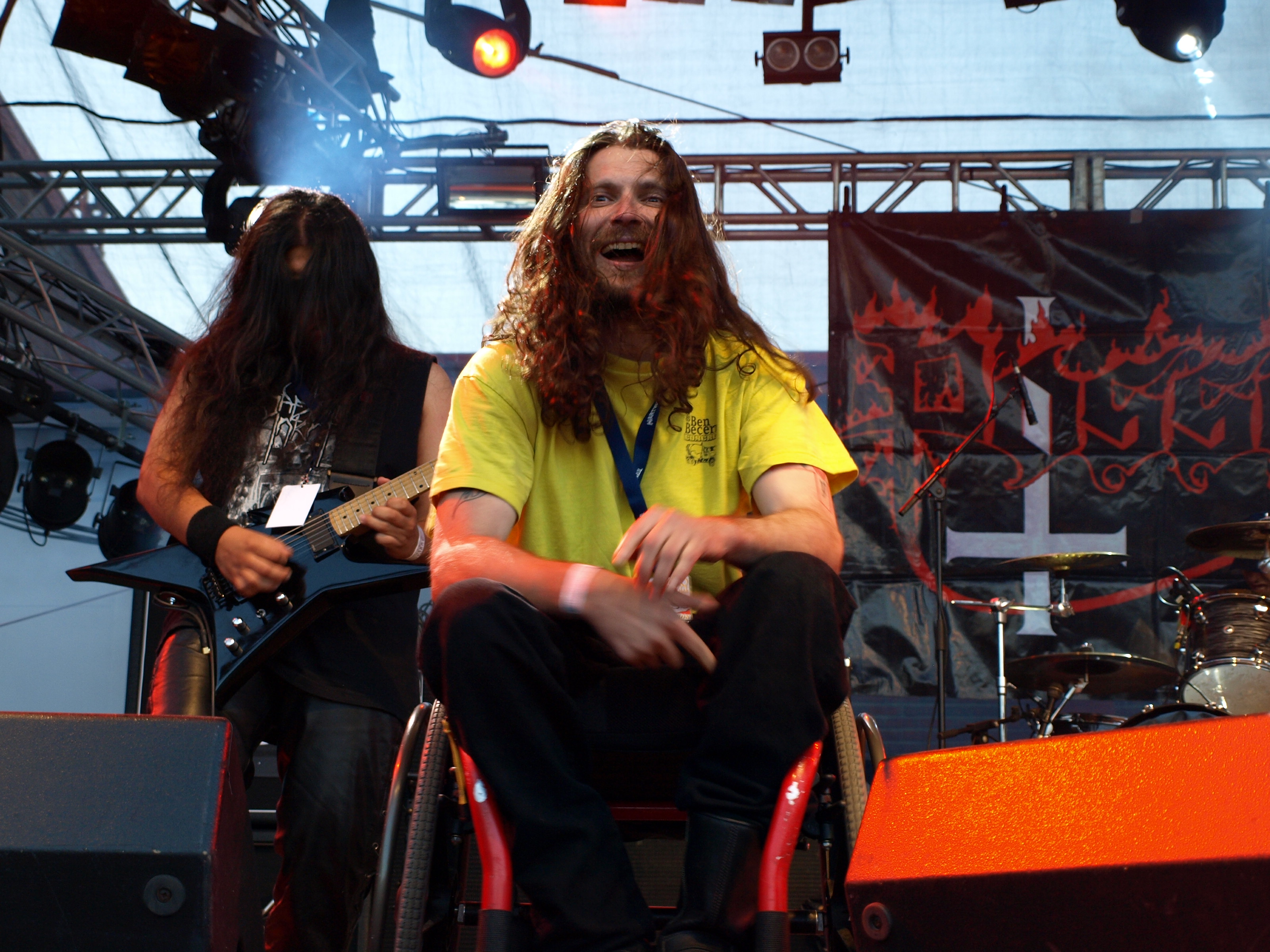
Jeff Becerra, Jalometalli 2008

Basicamente a banda costumava abordar temas líricos como: satanismo, anticristo, ocultismo, inferno, entre outros assuntos. Muito semelhante a bandas de black metal. Em 1993 a banda terminou.
Em 2004 a lendária banda de death metal de curta carreira ganhou um merecido tributo (Sevens Gates of Horror: A Tribute to Possessed) pela gravadora neerlandesa Karmageddon Media, contando inclusive com a participação de Jeff Becerra, que já fora líder,vocalista e baixista do grupo. O tributo contava com nomes de peso como Cannibal Corpse ("Confessions"), Vader ("Death Metal"), Amon Amarth ("The Eyes of Terror"), entre outros.

## Apresentações no Brasil
- Em julho de 2008 o Possessed tocou no Brasil com o Jeff Beccera no frontline, tendo o Sadistic Intent (que também se apresentou nos shows no Brasil separadamente) como banda de apoio. A banda no Kazebre, em São Paulo, ; e em Curitiba, no Opera 1.[4]

## Integrantes
- Jeff Becerra - vocal/baixo (1983–1989), vocal (2007-presente)
- Daniel Gonzalez- guitarra (2011-presente)
- Claudeous Creamer - guitarra (2016-presente)
- Robert Cardenas - baixo (2012-presente)
- Emilio Marquez - bateria (2007-presente)

### Ex-Integrantes
- Mike Torrao - guitarra (1983–1993) e vocais (1990-1993)
- Brian Montana - guitarra (1983–1984)
- Colin Carmichael - bateria (1991)
- Mike Sus - bateria (1983–1989)
- Paul Perry - baixo (1993)
- Bob Yost - baixo (1991–1992)
- Larry LaLonde - guitarra (1984–1988)
- Mike Hollman - guitarra (1993)
- Barry Fisk (R.I.P. 1983) - vocal (1983)
- Bay Cortez - baixo (2007-2010)
- Ernesto Bueno - guitarra (2007-2010)
- Rick Cortez - guitarra (2007-2010)
- Tony Campos  - baixo (2011-2012)
- Kelly Mclauchlin - guitarra (2011-2013)
- Mike Pardi - guitarra (2013-2016)